# Sophanene
Sophanene war eine antike Provinz Armeniens im Römischen Reich.
In der Epischen Geschichte des Faustus von Byzanz wird zwischen der großen (Cop'k' Mec) und der kleinen Sophene (Cop'k' Šahēi) unterschieden, wobei die große in byzantinischen Quellen als Sophanene bezeichnet wird. Es erstreckte sich der Beschreibung zufolge nördlich von Amida am Fluss Tigris bis zum Nymphios. Das Gebiet wird im Cod. Iust. 29,5 zur Neuordnung der Verwaltung Armeniens erwähnt und in den Protokollen des Konzils von Chalcedon 451 werden beide Sophene genannt. Es ist jedoch nicht sicher, ab wann die Region unter diesem Namen bekannt wurde, zumal nicht immer zwischen Sophene und Sophanene unterschieden wurde.
Westlich von Sophanene lag Ingilene, östlich wird Arzanene genannt. Die Provinz war ab 297 Teil des Römischen Reiches, an dessen Grenze zum Sassanidenreich. Die Kultstätte Martyropolis lag in der Provinz.